# Delphinium inflexum
Delphinium inflexum là một loài thực vật có hoa trong họ Mao lương. Loài này được Davidson mô tả khoa học đầu tiên năm 1927.